# Eduard Ritter von Schleich
Eduard Ritter von Schleich (ur. 9 sierpnia 1888 w Bad Tölz, zm. 15 listopada 1947 w Monachium) – niemiecki as lotnictwa.

## Służba przed i w trakcie I wojny światowej
Eduard Schleich w wieku 20 lat zaciągnął się do 11 Bawarskiego Pułku Piechoty. W 1914, kiedy wybuchła wojna, dowodził kompanią na froncie zachodnim. 20 sierpnia 1914 został ciężko ranny i trafił do szpitala. Po wyleczeniu złożył podanie o przeniesienie do lotnictwa i wiosną 1915 został pilotem dwumiejscowego Rolanda C.II we Fl. Abt. 2b. W czasie jednego z lotów został ranny w rękę odłamkiem pocisku przeciwlotniczego, ale kontynuował lot i udało mu się wykonać zadanie bojowe.

### Służba jako pilot myśliwski
Po ponownym pobycie w szpitalu został przeniesiony do Jagdstaffel 28, gdzie latał m.in. na zdobycznym Nieuporcie. Wykazywał się dużym talentem, został więc skierowany na szkolenie specjalistyczne dla pilotów myśliwskich.
W marcu 1917 dowodził już Jagdstaffel 21. Pierwsze zwycięstwo odniósł 5 maja 1917, gdy jego ofiarą padł Spad. Kiedy 27 czerwca zginął jego przyjaciel Erich Limpert, Schleich przemalował swojego Albatrosa na czarno. W sierpniu 1917 Schleich zestrzelił 7 samolotów wroga, we wrześniu 17.
Kiedy po przebytej chorobie już po trzech dniach wystartował do lotu bojowego, okazało się, że z minuty na minutę stawał się coraz słabszy i musiał podjąć decyzję o powrocie na lotnisko. W czasie lotu powrotnego zaatakowały go 3 Spady – Schleichowi udało się zestrzelić jeden z nich. Następne 5 miesięcy musiał jednak spędzić w szpitalu.
Po powrocie został dowódcą bawarskiej Jagdstaffel 32b. 14 czerwca 1918 został odznaczony bawarskim orderem Maxa-Josepha, co dawało mu prawo do tytułu szlacheckiego. Później Eduard Ritter von Schleich mianowany został dowódcą JG 4b, w skład którego wchodziły bawarskie Jagdstaffeln (Jastas). Do końca wojny odniósł w sumie 35 zwycięstw powietrznych.

## Okres międzywojenny i II wojny światowej
Po wojnie był pilotem Lufthansy i działaczem aeroklubu monachijskiego, a w latach 30. powrócił do służby. W 1938, po szkoleniu na bombowcach nurkujących, został mianowany dowódcą pułku Junkersów 87. Trzy lata później, podczas II wojny światowej, został awansowany na generała, musiał jednak zrezygnować ze służby ze względów zdrowotnych.

## Odznaczenia
- Pour le Mérite – 4 grudnia 1917
- Order Wojskowy Maksymiliana Józefa
- Krzyż Żelazny I Klasy
- Krzyż Żelazny II Klasy

## Galeria
Oberleutnant Eduard von Schleich – nowy dowódca Jagdstaffel 21 – w kabinie swojego Albatrosa D.V; 1918:

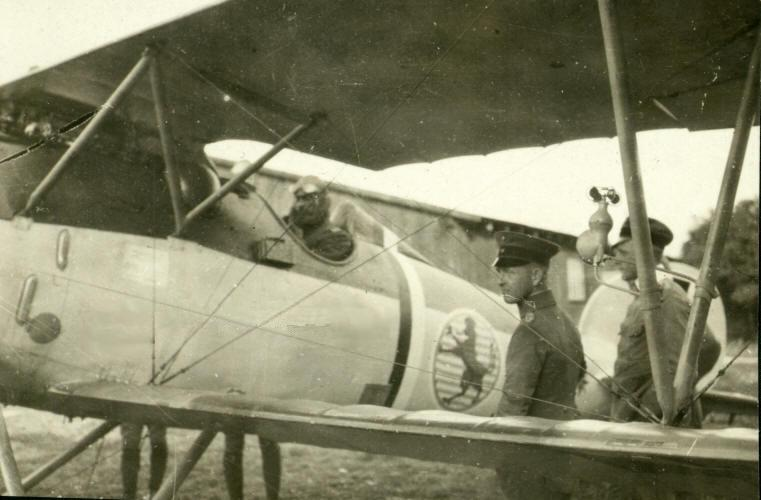
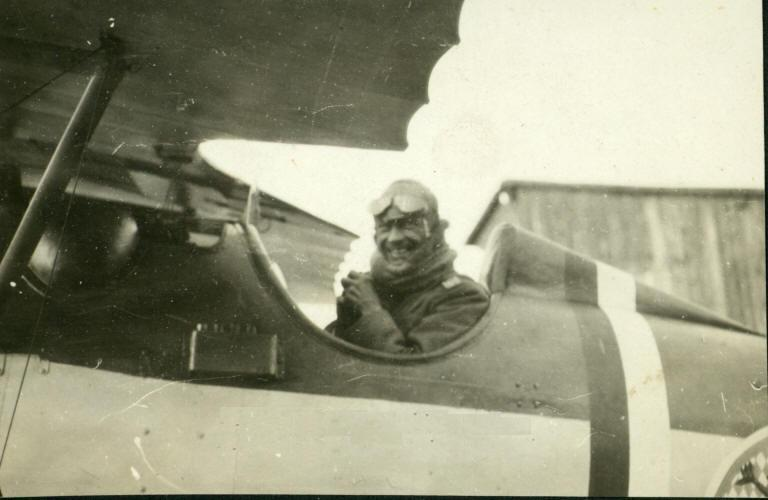
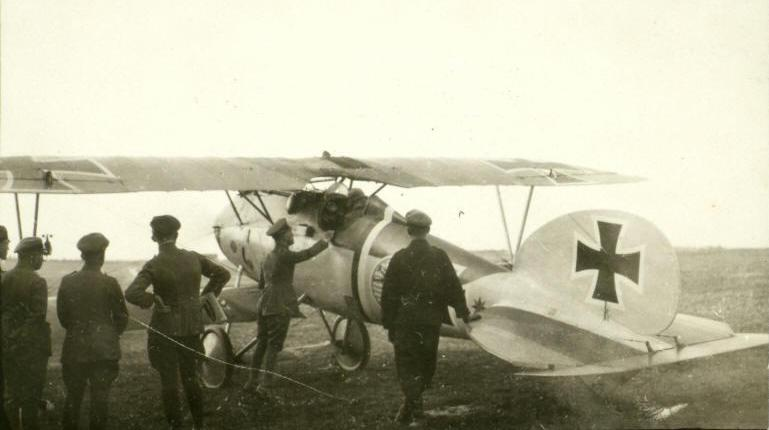